# Brad Moran
Brad Moran, född 20 mars 1979 i Abbotsford i British Columbia, är en kanadensisk före detta professionell ishockeyspelare.
Moran draftades i den sjunde rundan, totalt 191:e av NHL-laget Buffalo Sabres i 1998 års NHL-draft. Han spelade fem säsonger för WHL-laget Calgary Hitmen innan han skrev på för NHL-laget Columbus Blue Jackets sommaren 2000.
Moran spelade större delen av de fyra första säsongerna som professionell ishockeyspelare för Columbus Blue Jackets farmarlag i Syracuse. Sedan skrev han på för Vancouver Canucks sommaren 2006.
Från säsongen 2008/09 spelade han för Skellefteå AIK men skrev inför säsongen 2010/11 på för Edmonton Oilers.
Under 2011 skrev Moran på ett tvåårskontrakt med Elitserielaget Växjö Lakers.

## Artikelursprung
Den här artikeln är helt eller delvis baserad på material från engelskspråkiga Wikipedia.